# Minamoto no Yoshiie
Minamoto no Yoshiie (源 義家?; 1039 – 4 agosto 1106) anche conosciuto come Hachimantarō, è stato un samurai del clan Minamoto del tardo periodo Heian che ricoprì la carica di chinjufu-shōgun (Comandante generale per la difesa del Nord).
Primogenito di Minamoto no Yoriyoshi, diede prova di sé contro il clan Abe nella guerra Zenkunen (Prima guerra dei nove anni) e contro il clan Kiyohara nella guerra Gosannen (Ultima guerra dei tre anni), diventando un modello del coraggio e delle abilità dei samurai.

## Guerra Zenkunen
Nel 1050 Abe no Yoritoki, uno dei principali esponente del clan Abe, deteneva il titolo di chinjufu-shōgun nella provincia Mutsu, oggi regione di Tohoku, nell'Honshū, territorio abitato dai nativi Emishi. Poiché il suo potere si era progressivamente allargato all'intera regione, estendendosi anche alla riscossione dei tributi e alla confisca delle terre, il governatore ufficiale, privato di ogni autorità, chiese aiuto al governo imperiale. Minamoto no Yoriyoshi fu nominato allora nuovo governatore e chinjufu-shōgun e inviato con il figlio a fermare il clan Abe.
La campagna contro il clan Abe durò dal 1051 al 1063 (nove anni di guerra e tre di tregua). Yoshiie combatté a fianco del padre in molti, se non in tutti gli scontri, inclusa la battaglia di Kawasaki e l'assedio di Kuriyagawa. 
Alla morte di Abe no Yoritoki nel 1057, il figlio Abe no Sadato proseguì la guerra, assumendo il comando delle truppe.
Un episodio riportato nel Mutzu Waki, omaggio alla reputazione di nobile guerriero di Yoshiie, racconta di uno scambio di renga che sarebbe avvenuto fra Yoshiie e Sadato durante la fuga di quest'ultimo dalla sua fortezza sul fiume Kurika, sotto i colpi dell'esercito dei Minamoto.
Il primogenito di Yoriyoshi, Hachimantarō, durante un inseguimento lungo il fiume Koromo gridò: "Signore, state mostrando le spalle al nemico! Non vi vergognate? Giratevi un momento, ho qualcosa da dirvi." Quando Sadato si voltò, Yoshiie disse: "Koromo no tate wa hokorobinikeri ("Il castello di Koromo è stato distrutto" o, in alternativa, "gli orditi della tua veste sono stati disfatti")". Sadato sciolse un po' le redini e, voltando la testa, rispose: "Toshi o heishi ito no midare no kurushisa ni ("Nel corso degli anni i fili si sono aggrovigliati, e ciò mi addolora")". Udendo ciò, Yoshiie ripose la freccia che aveva incoccato, e tornò al suo campo. Nel mezzo di una battaglia così selvaggia, quello fu un atto da gentiluomo.
Yoshiie tornò a Kyoto nei primi mesi del 1063 con la Testa di Abe no Sadato. Come risultato della sua prodezza in battaglia, guadagnò il nome di Hachimantarō, inteso come figlio di Hachiman, dio della guerra. L'anno seguente egli prese come servitori parecchi seguaci degli Abe che aveva fatto prigionieri.

## Guerra Gosannen
Dopo più di vent'anni, Yoshiie fu comandante in capo durante un altro importante conflitto del periodo Heian. Agli inizi del 1083, nominato governatore della provincia di Mutsu, intervenne per sedare gli scontri in corso all'interno del clan Kiyohara, in precedenza alleato dei Minamoto nella guerra contro gli Abe.
Le dispute tra Kiyohara no Masahira, Narihira e Iehira sulla leadership del clan non si placarono, e così Yoshiie utilizzò proprie forze per fermare i combattimenti e riportare pace nella regione. Lo scontro finale si svolse nel 1087 sulle palizzate di Kanazawa. Yoshiie, aiutato dal fratello minore Minamoto no Yoshimitsu e da Fujiwara Kiyohira, assaltò la posizione tenuta da Kiyohara no Iehira e da suo zio Kiyohara no Takahira. Dopo molti mesi di battaglie fallimentari, la fortezza venne data alle fiamme e i Kiyohara sconfitti. Takahira e Iehira furono uccisi. Nel Kokon Chomonjū si narra che durante l'assedio di Kanezawa, Yoshiie abbia evitato un'imboscata notando uno stormo di uccelli prendere il volo da una foresta. Pur subendo grandi perdite nei suoi ranghi, si dice che Yoshiie sia stato un leader particolarmente capace, riuscendo a tenere il morale alto e preservando la disciplina tra i guerrieri. 

## Vecchiaia
Yoshiie tornò a Kyoto, dove lui e i suoi commilitoni ripresero le loro mansioni militari di Guardie del Palazzo e Scorta del Sovrano. L'unico evento inaspettato fu quando suo figlio maggiore Yoshichika venne esiliato a Sanuki. Scappando a Izumo, Yoshichika cominciò una rivolta che venne fermata nel 1108 dal generale Taira no Masamori, padre di Taira no Tadamori.